# Hrabstwo Clark (Idaho)
Hrabstwo Clark (ang. Clark County) – hrabstwo w stanie Idaho w Stanach Zjednoczonych. Jego siedzibą administracyjną jest Dubois. Najsłabiej zaludnione hrabstwo stanu Idaho i jedno z trzydziestu najsłabiej zaludnionych w Stanach Zjednoczonych – 0,175 os./km². Według szacunków United States Census Bureau w roku 2023 miało 801 mieszkańców, w tym jedną trzecią stanowili Latynosi.
Hrabstwo ustanowiono 1 lutego 1919 r. Nazwa pochodzi od nazwiska osadnika i pioniera Sama Clarka. Obszar całkowity hrabstwa obejmuje powierzchnię 1765,21 mil² (4571,87 km²).
Wśród obszarów chronionych znajduje się tutaj część narodowego lasu Caribou–Targhee.

## Miejscowości
- Dubois
- Spencer

## Sąsiednie hrabstwa
- Hrabstwo Lemhi – zachód
- Hrabstwo Butte – południowy zachód
- Hrabstwo Jefferson – południe
- Hrabstwo Fremont – wschód
- Hrabstwo Beaverhead, Montana – północ